# (2355) Nei Monggol
(2355) Nei Monggol ist ein Asteroid des Hauptgürtels, der am 30. Oktober 1978 am Purple-Mountain-Observatorium in Nanjing entdeckt wurde. 
Der Asteroid ist nach der autonomen Region Innere Mongolei in China benannt.